# Kunstpreis zur deutsch-tschechischen Verständigung
Der Kunstpreis zur deutsch-tschechischen Verständigung ist ein Doppelpreis, mit dem deutsche und tschechische Persönlichkeiten ausgezeichnet werden, die sich auf besondere Weise für die Zusammenarbeit engagiert haben. Zu den Preisträgern zählen Politiker, Diplomaten, Wirtschaftsmanager, Kirchenvertreter, Schriftsteller, Übersetzer, Lehrer und Museumsfachleute. Die Preisträger erhalten keine Geldbeträge, sondern Bilder oder Skulpturen, die deutsche und tschechische Künstler stiften. Die Verleihung findet abwechselnd in Deutschland und in Tschechien statt. Der Preis wurde vom Adalbert-Stifter-Verein begründet und erstmals 1994 verliehen. Seit 2010 wird der Preis gemeinsam von drei deutschen und drei tschechischen Institutionen vergeben. Seit 2011 werden neben den beiden Hauptpreisträgern auch zwei Ehrenpreisträger gewürdigt.

## Preisverleihungen
- 1994 München
- 1995 Český Krumlov
- 1996 Dresden
- 1997 Český Krumlov
- 1998 Hamburg
- 2000 Weimar
- 2001 Liberec
- 2002 Berlin
- 2003 České Budějovice
- 2004 Bamberg
- 2005 Passau. Alternative Verleihung des Adalbert-Stifter-Preises für Schriftsteller und Übersetzer Mitteleuropas auf einem Donauschiff. Hauptpreisträger: Andrzej Stasiuk und Radovan Charvát; Förderpreisträger: Marica Bodrožic und Leopold Federmair.
- 2006 Teplice
- 2007 Regensburg
- 2009 Horní Planá
- 2010 Leipzig
- 2011 Ústí nad Labem
- 2012 Bremen
- 2013 Prag
- 2014 Chemnitz
- 2015 Brünn
- 2016 Sulzbach-Rosenberg

## Deutsche Preisträger
- 1994 Ferdinand Seibt, Historiker, München.
- 1995 Franz Peter Künzel, Übersetzer, Puchheim/München.
- 1996 Richard von Weizsäcker, Altbundespräsident, Berlin.
- 1997 Reinhold Macho, Bürgermeister, Furth im Wald.
- 1998 Antje Vollmer, Vizepräsidentin des Deutschen Bundestags, Bonn.
- 2000 Detlef Wittig, Volkswagen AG, Wolfsburg.
- 2001 Hans Wurm, Gymnasialdirektor, Oberviechtach.
- 2002 Reiner Kunze, Schriftsteller, Obernzell-Erlau.
- 2003 Angelus Waldstein, Ettal.
- 2004 Hans-Dietrich Genscher, Außenminister a. D., Bonn.
- 2006 Herbert Werner, Direktor des deutsch-tschechischen Zukunftsfonds, Prag.
- 2007 Klaus Rose, Politiker, MdB a. D., Vilshofen.
- 2009 Manfred Pranghofer, Museumsleiter, Passau/Salzweg.
- 2010 Petra Ernstberger, Politikerin, MdB, Marktredwitz.
- 2011 Otfrid Pustejovsky, Historiker, Waakirchen. Ehrenpreisträger: Klaus Fiedler, Pirna.
- 2012 Jürgen Serke, Sachbuchautor, Großhansdorf. Ehrenpreisträger: Helmut Walz, Berlin.
- 2013 Winfried Vahland, Škoda Auto a.s., Mladá Boleslav. Ehrenpreisträgerin: Ursula Schulz, Hamburg.
- 2014 Hermann Huber, Botschafter a. D., Grafing/München. Ehrenpreisträger: Dirk du Pin, Reinbek/Hamburg.
- 2015 Hans Dieter Zimmermann, Literaturhistoriker und Herausgeber, Berlin. Ehrenpreisträger: Horst und Helga Löffler, Stuttgart.
- 2016 Bernd Posselt, Politiker, Vorsitzender der Sudetendeutschen Landsmannschaft

## Tschechische Preisträger
- 1994 Zbyněk Petráček, Journalist, Prag.
- 1995 Jan Trefulka, Schriftsteller, Brünn.
- 1996 František Černý, Botschafter, Berlin.
- 1997 Lída Rakušanová, Journalistin, Prag.
- 1998 Jiří Fukač, Musikwissenschaftler, Brünn.
- 2000 Vratislav Kulhánek, Škoda Auto a.s., Mladá Boleslav.
- 2001 Jana Hrbotická, Gymnasialdirektorin, Pilsen (Plzeň).
- 2002 Ludvík Kundera, Schriftsteller, Kunštát.
- 2003 František Radkovský, Pilsen.
- 2004 Jiří Dienstbier, Außenminister a. D., Prag.
- 2006 Tomáš Kafka, Direktor des deutsch-tschechischen Zukunftsfonds, Prag.
- 2007 Václav Maidl, Bibliothekar, Prag.
- 2009 Ivan Slavík, Stellv. Museumsdirektor, Český Krumlov.
- 2010 Petr Pithart, Jurist, ehemaliger Vorsitzender des Tschechischen Senats, Prag.
- 2011 Marek Nekula, Literaturwissenschaftler, Regensburg. Ehrenpreisträger: Lenka Holíková, Řehlovice.
- 2012 Petr Brod, Publizist, Prag. Ehrenpreisträgerin: Hana Adam, Berlin
- 2013 Rudolf Jindrák, Botschafter, Berlin. Ehrenpreisträger: Dr. Václav Petrbok, Prag.
- 2014 Pavel Kohout, Schriftsteller, Prag. Ehrenpreisträgerin: Jitka Ludvová, Prag.
- 2015 Alena Bláhová, Übersetzerin, Prag. Ehrenpreisträgerin: Irena Nováková, Prag.
- 2016 Daniel Herman, Politiker

## Deutsche Preisstifter
- 1994 Otto Herbert Hajek, Stuttgart.
- 1995 Ernst Krebs, München.
- 1996 Stefan Hanke, Regensburg.
- 1997 Winfried Tonner, Regensburg.
- 1998 Hansjürgen Gartner, Augsburg.
- 2000 Helmut Hellmessen, Maintal.
- 2001 G. Jo. Hruschka, Zwiesel.
- 2002 Frank Siewert, Berlin.
- 2003 Leopold Hafner, Aicha v. d. Wald.
- 2004 Bernd Wagenhäuser, Bamberg.
- 2006 Atelier Otto Herbert Hajek, Stuttgart.
- 2007 Rupert D. Preißl, Regensburg.
- 2009 Rudolf Klaffenböck, Passau.
- 2010 Katharina Dietlinger, Oberviechtach.
- 2011 Petra Flath, München.
- 2012 Rosa Jaisli, Bremen.
- 2013 Christian Thanhäuser, A-Ottensheim.
- 2014 Michael Morgner, Chemnitz.

## Tschechische Preisstifter
- 1994 Aleš Veselý, Prag.
- 1995 Věra Krumhanzlová, Prag.
- 1996 Jindřich Streit, Prag.
- 1997 Viktoria Chaloupková, Prag.
- 1998 Rudolf Mareš, Prag.
- 2000 Karel Oberthor (SČUG, Hollar), Prag.
- 2001 Jan Fišar, Nový Bor.
- 2002 Petr Cisařovský, Prag.
- 2003 Jiří Sozanský, Prag.
- 2004 Jiří Jirásek, Prag.
- 2006 Karel Beneš, Prag.
- 2007 Rut Kohn, Triftern.
- 2009 Stěpan Hon, Prag.
- 2010 Pavel Brázda, Prag.
- 2011 Jan Jindra, Prag.
- 2012 Pavel Piekar, Prag.
- 2013 Alena Laufrová, Prag.
- 2014 Eva Hašková, Všenory.
- 2016 Věra Krumphanzlová, Prag.

## Verleihende Institutionen
- Adalbert-Stifter-Verein, München,
- Brücke/Most-Stiftung, Dresden,
- Collegium Bohemicum, Aussig (Ústí nad Labem),
- Internationalen Kunstverein pro arte vivendi, Berlin,
- Prager Literaturhaus deutschsprachiger Autoren, Prag,
- Union für gute Nachbarschaft deutsch- und tschechischsprachiger Länder, Prag,
- Internationale Kunstverein PRO ARTE VIVENDI, Berlin